# Sinn Féin
Sinn Féin é um dos movimentos políticos mais antigos da Irlanda, sendo um partido ativo em seus dois países, na Irlanda do Norte e na República da Irlanda. Fundado em 1905 por Arthur Griffith para unir os grupos informais patriotas de resistência pacífica ao domínio britânico, seu objetivo era restaurar a monarquia irlandesa, fora do poder desde o século XVIII. Em gaélico irlandês, a expressão significa "Nós mesmos".
Em tempos passados os próprios integrantes afirmavam ser o braço político do Exército Republicano Irlandês, o IRA. Na última década, porém as declarações dos dirigentes da entidade afirmam que as duas organizações são completamente independentes, principalmente devido a divergências acerca dos métodos empregados pelo IRA.
Professa uma ideologia de socialismo-democrático e anticapitalismo.
Em 7 de Maio de 2022 vence as eleições legislativas da Irlanda do Norte, tendo na cabeça-de-lista Michelle O’Neill, conquista 27 lugares da assembleia, e torna-se o maior partido pela primeira vez.

## Resultados Eleitorais

### República da Irlanda

#### Eleições legislativas
| Data    | CI.           | Votos         | %             | +/-           | Deputados              | +/-           | Status            |
| ------- | ------------- | ------------- | ------------- | ------------- | ---------------------- | ------------- | ----------------- |
| 1918    | 1.º           | 497 107       | 46,9 / 100,0  |               | 73 / 105               |               | Governo           |
| 1921    | 1.º           | -             | 96,9 / 100,0  | 50,0          | 124 / 128              | 51            | Governo           |
| 1922    | 1.º           | 239 195       | 38,5 / 100,0  |               | 58 / 128(Pró-Tratado)  |               | Governo           |
| 1922    | 2.º           | 135 310       | 21,8 / 100,0  |               | 36 / 128(Anti-Tratado) |               | Abstencionismo    |
| 1923    | 2.º           | 288 794       | 27,4 / 100,0  |               | 44 / 153               | 8             | Abstencionismo    |
| 06/1927 | 6.º           | 41 401        | 3,6 / 100,0   | 23,8          | 5 / 153                | 39            | Abstencionismo    |
| 09/1927 | Não concorreu | Não concorreu | Não concorreu | Não concorreu | Não concorreu          | Não concorreu | Não concorreu     |
| 1932    | Não concorreu | Não concorreu | Não concorreu | Não concorreu | Não concorreu          | Não concorreu | Não concorreu     |
| 1933    | Não concorreu | Não concorreu | Não concorreu | Não concorreu | Não concorreu          | Não concorreu | Não concorreu     |
| 1937    | Não concorreu | Não concorreu | Não concorreu | Não concorreu | Não concorreu          | Não concorreu | Não concorreu     |
| 1938    | Não concorreu | Não concorreu | Não concorreu | Não concorreu | Não concorreu          | Não concorreu | Não concorreu     |
| 1943    | Não concorreu | Não concorreu | Não concorreu | Não concorreu | Não concorreu          | Não concorreu | Não concorreu     |
| 1944    | Não concorreu | Não concorreu | Não concorreu | Não concorreu | Não concorreu          | Não concorreu | Não concorreu     |
| 1948    | Não concorreu | Não concorreu | Não concorreu | Não concorreu | Não concorreu          | Não concorreu | Não concorreu     |
| 1951    | Não concorreu | Não concorreu | Não concorreu | Não concorreu | Não concorreu          | Não concorreu | Não concorreu     |
| 1954    | 6.º           | 1 990         | 0,1 / 100,0   |               | 0 / 147                |               | Extra-parlamentar |
| 1957    | 4.º           | 65 640        | 5,3 / 100,0   | 5,2           | 4 / 147                | 4             | Abstencionismo    |
| 1961    | 4.º           | 36 396        | 3,1 / 100,0   | 2,2           | 0 / 144                | 4             | Extra-parlamentar |
| 1965    | Não concorreu | Não concorreu | Não concorreu | Não concorreu | Não concorreu          | Não concorreu | Não concorreu     |
| 1969    | Não concorreu | Não concorreu | Não concorreu | Não concorreu | Não concorreu          | Não concorreu | Não concorreu     |
| 1973    | Não concorreu | Não concorreu | Não concorreu | Não concorreu | Não concorreu          | Não concorreu | Não concorreu     |
| 1977    | Não concorreu | Não concorreu | Não concorreu | Não concorreu | Não concorreu          | Não concorreu | Não concorreu     |
| 1981    | Não concorreu | Não concorreu | Não concorreu | Não concorreu | Não concorreu          | Não concorreu | Não concorreu     |
| 02/1982 | 5.º           | 16 894        | 1,0 / 100,0   |               | 0 / 166                |               | Extra-parlamentar |
| 11/1982 | Não concorreu | Não concorreu | Não concorreu | Não concorreu | Não concorreu          | Não concorreu | Não concorreu     |
| 1987    | 6.º           | 32 933        | 1,9 / 100,0   |               | 0 / 166                |               | Extra-parlamentar |
| 1989    | 7.º           | 20 003        | 1,2 / 100,0   | 0,7           | 0 / 166                | Estável       | Extra-parlamentar |
| 1992    | 6.º           | 27 809        | 1,6 / 100,0   | 0,4           | 0 / 166                | Estável       | Extra-parlamentar |
| 1997    | 6.º           | 45 614        | 2,5 / 100,0   | 0,9           | 1 / 166                | 1             | Oposição          |
| 2002    | 4.º           | 121 020       | 6,5 / 100,0   | 4,0           | 5 / 166                | 4             | Oposição          |
| 2007    | 4.º           | 143 410       | 6,9 / 100,0   | 0,4           | 4 / 166                | 1             | Oposição          |
| 2011    | 4.º           | 220 661       | 10,0 / 100,0  | 3,1           | 14 / 166               | 10            | Oposição          |
| 2016    | 3.º           | 295 319       | 13,8 / 100,0  | 3,8           | 23 / 158               | 9             | Oposição          |
| 2020    | 1.º           | 535 573       | 24,5 / 100,0  | 10,7          | 37 / 160               | 14            | Oposição          |
| 2024    | 3.º           | 418 627       | 19,0 / 100,0  | 5,5           | 39 / 174               | 2             | Oposição          |

#### Eleições europeias
| Data | CI.           | Votos         | %             | +/-           | Deputados     | +/-           |
| ---- | ------------- | ------------- | ------------- | ------------- | ------------- | ------------- |
| 1979 | Não concorreu | Não concorreu | Não concorreu | Não concorreu | Não concorreu | Não concorreu |
| 1984 | 4.º           | 54 672        | 4,9 / 100,0   |               | 0 / 15        |               |
| 1989 | 8.º           | 35 923        | 2,2 / 100,0   | 2,7           | 0 / 15        | Estável       |
| 1994 | 7.º           | 33 823        | 3,0 / 100,0   | 0,8           | 0 / 15        | Estável       |
| 1999 | 5.º           | 88 165        | 6,3 / 100,0   | 3,3           | 0 / 15        | Estável       |
| 2004 | 3.º           | 197 715       | 11,1 / 100,0  | 4,8           | 1 / 13        | 1             |
| 2009 | 4.º           | 205 613       | 11,2 / 100,0  | 0,1           | 0 / 12        | 1             |
| 2014 | 3.º           | 323 300       | 19,5 / 100,0  | 8,3           | 3 / 11        | 3             |
| 2019 | 3.º           | 196 001       | 11,7 / 100,0  | 7,8           | 1 / 111 / 13  | 2             |

### Eleições legislativas do Reino Unido

#### Resultados referentes à Irlanda do Norte
| Data                         | CI. | Votos         | %             | +/-           | Deputados     | +/-           | Status            |
| ---------------------------- | --- | ------------- | ------------- | ------------- | ------------- | ------------- | ----------------- |
| 1924                         | 2.º | 34 181        | 10,0 / 100,0  |               | 0 / 13        |               | Extra-parlamentar |
| Não concorreu de 1929 a 1945 |     |               |               |               |               |               |                   |
| 1950                         | 5.º | 23 362        | 4,2 / 100,0   |               | 0 / 12        |               | Extra-parlamentar |
| 1951                         |     | Não concorreu | Não concorreu | Não concorreu | Não concorreu | Não concorreu | Não concorreu     |
| 1955                         | 2.º | 152 310       | 23,6 / 100,0  |               | 2 / 12        |               | Abstencionismo    |
| 1959                         | 2.º | 63 415        | 12,5 / 100,0  | 11,1          | 0 / 12        | 2             | Extra-parlamentar |
| Não concorreu de 1964 a 1979 |     |               |               |               |               |               |                   |
| 1983                         | 4.º | 102 701       | 13,4 / 100,0  |               | 1 / 17        |               | Abstencionismo    |
| 1987                         | 4.º | 83 389        | 11,4 / 100,0  | 2,0           | 1 / 18        | Estável       | Abstencionismo    |
| 1992                         | 4.º | 78 291        | 10,0 / 100,0  | 1,4           | 0 / 17        | 1             | Extra-parlamentar |
| 1997                         | 3.º | 126 921       | 16,1 / 100,0  | 6,1           | 2 / 18        | 2             | Abstencionismo    |
| 2001                         | 3.º | 175 392       | 21,7 / 100,0  | 5,6           | 4 / 18        | 2             | Abstencionismo    |
| 2005                         | 2.º | 174 530       | 24,3 / 100,0  | 2,6           | 5 / 18        | 1             | Abstencionismo    |
| 2010                         | 1.º | 171 942       | 25,5 / 100,0  | 1,2           | 5 / 18        | Estável       | Abstencionismo    |
| 2015                         | 2.º | 176 232       | 24,5 / 100,0  | 1,0           | 4 / 18        | 1             | Abstencionismo    |
| 2017                         | 2.º | 238 915       | 29,4 / 100,0  | 4,9           | 7 / 18        | 3             | Abstencionismo    |
| 2019                         | 2.º | 181 853       | 22,8 / 100,0  | 6,6           | 7 / 18        | Estável       | Abstencionismo    |
| 2024                         | 1.º | 210 891       | 27,0 / 100,0  | 4,2           | 7 / 18        | Estável       | Abstencionismo    |

### Eleições regionais da Irlanda do Norte
| Data                         | CI. | Votos   | %            | +/- | Deputados | +/-     | Status             |
| ---------------------------- | --- | ------- | ------------ | --- | --------- | ------- | ------------------ |
| 1921                         | 2.º | 104 917 | 20,5 / 100,0 |     | 6 / 52    |         | Abstencionismo     |
| Não concorreu de 1925 a 1975 |     |         |              |     |           |         |                    |
| 1982                         | 5.º | 64 191  | 10,1 / 100,0 |     | 5 / 78    |         | Abstencionismo     |
| 1996                         | 4.º | 116 377 | 15,5 / 100,0 | 4,4 | 17 / 110  | 12      | Abstencionismo     |
| 1998                         | 4.º | 142 858 | 17,7 / 100,0 | 2,2 | 18 / 108  | 1       | Governo            |
| 2003                         | 2.º | 162 758 | 23,5 / 100,0 | 5,8 | 24 / 108  | 6       | Governação directa |
| 2007                         | 2.º | 180 573 | 26,2 / 100,0 | 2,7 | 28 / 108  | 4       | Governo            |
| 2011                         | 2.º | 178 224 | 26,3 / 100,0 | 0,1 | 29 / 108  | 1       | Governo            |
| 2016                         | 2.º | 166 785 | 24,0 / 100,0 | 2,3 | 28 / 108  | 1       | Governo            |
| 2017                         | 2.º | 224 245 | 27,9 / 100,0 | 3,9 | 27 / 90   | 1       | Governo            |
| 2022                         | 1.º | 250 388 | 29,0 / 100,0 | 1,1 | 27 / 90   | Estável | Governo            |

### Eleições europeias

#### Resultados referentes à Irlanda do Norte
| Data | CI.           | Votos         | %             | +/-           | Deputados     | +/-           |
| ---- | ------------- | ------------- | ------------- | ------------- | ------------- | ------------- |
| 1979 | Não concorreu | Não concorreu | Não concorreu | Não concorreu | Não concorreu | Não concorreu |
| 1984 | 4.º           | 91 476        | 13,3 / 100,0  |               | 0 / 3         |               |
| 1989 | 4.º           | 48 914        | 9,1 / 100,0   | 4,2           | 0 / 3         | Estável       |
| 1994 | 4.º           | 55 215        | 9,9 / 100,0   | 0,8           | 0 / 3         | Estável       |
| 1999 | 4.º           | 117 643       | 17,3 / 100,0  | 7,4           | 0 / 3         | Estável       |
| 2004 | 2.º           | 144 541       | 26,3 / 100,0  | 9,0           | 1 / 3         | 1             |
| 2009 | 1.º           | 126 184       | 26,0 / 100,0  | 0,3           | 1 / 3         | Estável       |
| 2014 | 1.º           | 159 813       | 25,5 / 100,0  | 0,5           | 1 / 3         | Estável       |
| 2019 | 1.º           | 126 951       | 22,2 / 100,0  | 3,3           | 1 / 3         | Estável       |